# Jurij Ivanov
Jurij Ivanov, (ryska: Юрий Иванов) född 9 juli 1952 i Sordavala), är en rysk tidigare backhoppare som tävlade för Sovjetunionen. 

## Karriär
Jurij Ivanov debuterade i tysk-österrikiska backhopparveckan säsongen 1975/1976. I öppningstävlingen i Schattenbergschanze i Oberstdorf i Västtyskland 30 december 1975 blev han nummer 50. I deltävlingen i Bergiselschanze i Innsbruck i Österrike 4 januari 1977 slutade han bland de tio bästa i en deltävling. Han blev nummer 7. 30 december 1978 vann Ivanov öppningstävlingen i Oberstdorf, 0,9 poäng före Jochen Danneberg från Östtyskland. Ivanov slutade som nummer 21 sammanlagt säsongen 1978/1979. Han blev som bäst nummer 16 i sammandraget säsongen 1977/1978.
Ivanov startade i Skid-VM 1978 i Lahtis i Finland. Där tävlade han i stora backen och blev nummer 16. Tävlingen vanns av hemmafavoriten Tapio Räisänen. Aleksej Borovitin vann en bronsmedalj för Sovjetunionen i normalbacken.
Jurij Ivanov tävlade i tre skidflygnings-VM. I VM 1975 i Kulm i Bad Mitterndorf i Österrike blev han nummer 10, 38,0 poäng efter segrande Karel Kodejška från Tjeckoslovakien. Under skidflygnings-VM 1977 i Vikersund i Norge, blev han nummer 11, 51,5 poäng efter segrande Walter Steiner från Schweiz. I sitt sista skidflygnings VM, i Planica i Jugoslavien 1979, blev han nummer 20, 118,0 poäng efter Armin Kogler från Österrike som vann tävlingen.
Ivanov tävlade under olympiska spelen 1980 i Lake Placid i USA. Han slutade som nummer 33 i normalbacken och som nummer 34 i stora backen.